# Hohlstedt
Hohlstedt este o comună din landul Turingia, Germania.